# Freshman Love
Freshman Love (bra: Amor de Calouro) é um filme musical estadunidense de 1936, do gênero comédia, dirigido por William C. McGann, e estrelado por Patricia Ellis. O roteiro de Earl Felton e George Bricker foi baseado na peça teatral "The College Widow" (1904), de George Ade.
O filme foi a quarta adaptação cinematográfica da história de Ade. Outras adaptações cinematográficas conhecidas da mesma história são "The College Widow" (1915), estrelada por Ethel Clayton; "The College Widow" (1927), estrelada por Dolores Costello; e "Maybe It's Love" (1930), estrelada por Joan Bennett.
Este foi o primeiro filme de Lloyd Bridges. Uma impressão do filme está preservada na Biblioteca do Congresso dos Estados Unidos

## Sinopse
Estudantes homens de uma escola vizinha são convencidos a se juntar ao time de remo do Colégio Billings quando o treinador Speed Hammond (Frank McHugh), consegue persuadir a atraente filha do diretor da escola, Joan Simpkins (Patricia Ellis), a recrutá-los. Bob Wilson (Warren Hull) é um dos remadores, mas devido a um problema com suas notas, acaba se matriculando com um nome falso. Os adversários tentam de tudo, até números musicais, para distrair a equipe do Billings durante a grande corrida, mas a equipe luta pela vitória.

## Elenco
- Patricia Ellis como Joan Simpkins
- Warren Hull como Bob Wilson
- Frank McHugh como Treinador Speed Hammond
- Mary Treen como Squirmy
- Joseph Cawthorn como Bob Wilson / Sr. Z
- Alma Lloyd como Sandra
- George E. Stone como E. Predergast Biddle
- Henry O'Neill como Presidente Simpkins
- Anita Kerry como Princesa Oggi
- Johnny Arthur como Fields
- Walter Johnson como Tony Foster
- Joseph Sawyer como Treinador Kendall
- Florence Fair como Sra. Norton
- Spec O'Donnell como Eddie
- Joseph King como Terry Biddle
- William Moore como Editor
- Ben Hall como Calouro
- Nestor Aber como Primeiro Bobo
- Bill Carew como Aluno

| Não-creditados - Lloyd Bridges - William Carey - Virginia Dabney como Estudante - Don Downen como Segundo Bobo - Jerry Fletcher como Líder da Banda Tango - Tommy Hicks como Garoto do Colegial - Robert Emmett Keane como Locutor - Joe King como Terry Biddle - Edmund Mortimer como Henderson - George Noisom como Tocador de Gaita - Broderick O'Farrell como Membro do Conselho de Curadores | - Peter Potter como Editor Vindicante - Dick Purcell como Locutor de Rádio - Michael Stuart como Terceiro Bobo - Fred "Snowflake" Toones como Mose - Ruth Warren como Marie, uma dona de casa - Jack Wise como Atendente de Oggi - Sam Wolfe como Tocador de Gaita - Jane Wyman como Estudante |